# Изз ад-Дин Хусейн
Изз ад-Дин Хусейн (перс. عز الدین حسین‎‎) — правитель из династии Гуридов. Он сменил своего отца Кутб ад-дина Хасана в 1100 году. Когда Хусейн взошёл на трон, в его королевстве царил хаос. Однако ему удалось восстановить мир и укрепить свое королевство. Во время позднего правления Хусейна сельджукский султан Ахмад Санджар вторгся в его владения, разгромил его и захватил в плен. Однако позже Санджар освободил Хусейна в обмен на отправку ему дани уважения.
После смерти Хусейна в 1146 году ему наследовал его сын Сайф ад-Дин Сури. У Изз ад-Дина Хусейна также было 6 других сыновей, которые позже разделили Гуристан между собой.